# Kadua grantii
Kadua grantii là một loài thực vật có hoa trong họ Thiến thảo. Loài này được (Fosberg) W.L.Wagner & Lorence mô tả khoa học đầu tiên năm 2005.